# Бранкович
Бранковичи са владетелска сръбска династия (1427 – 1459) на части от западните български и сръбски земи през XIV и XV век, като названието им е възприето в историографията от „Царството на славяните“ на Мавро Орбини.

## Историческа справка
Родоначалник на фамилията е севастократор Бранко Младенович през третото десетилетие на 14-ти век – верен на Стефан Душан владетел и управител на Охрид, син на войводата Младен. Той има четири деца: Никола Радоня († 1399), станал монах; Гъргур Голубич († 1398); Теодора, омъжена за драчкия владетел Георги Топия; Вук Бранкович († 1397), женен за Мара (Деспина), дъщеря на сръбския княз Лазар Хребелянович. Най-малкият син на Бранко Младенович, Вук Бранкович (Вълкашин), след смъртта на крал Стефан Урош V и последвалия разпад на неговото царство се налага като един от най-могъщите владетели в сръбските земи и е управител на самостоятелно владение обхващащо територията на днешно Косово. Подкрепя княз Лазар Хребелянович в битката при Косово поле (1389). Умира при неизяснени обстоятелства. Негови синове са Гръгур, станал монах, и князът на Косово Георги (Джурадж) Бранкович.
Синът на Вълкашин, Георги Бранкович, наследява деспотството (1427 – 1454) на вуйчо си Стефан Лазаревич, мести главния град на Дунава в близост до Унгарското кралство, построявайки Смедеревската крепост, като междувременно придобива титлата деспот. През 1402 г. в битката при Анкара Георги (Джурадж) Бранкович участва като османски васал. След смъртта на Стефан Лазаревич (1427) Георги (Джурадж) помага на своя сюзерен, унгарския крал Сигизмунд I Люксембург. През 1428 г. османците го принуждават да се признае за техен васал, с което Сърбия попада под двойна зависимост. За да си осигури плацдарм за нападение срещу Унгария, султан Мурад II организира четири военни експедиции срещу силите на деспота (1435 – 1441), по време на които са превзети столицата Смедерево (1439) и големия рицарски център Ново бърдо (1441). Сърбия е възстановена с унгарска помощ през 1443 г., но като васална на османската държава. Георги Бранкович доживява до дълбока старост и умира през 1456 г. Неговата първа съпруга Ирина е единствена дъщеря на византийския император Йоан VIII Палеолог. След като овдовява, той се жени повторна за Ирина, дъщеря на Димитър I Кантакузин, деспот на Византийска Морея. Деспотът има седем деца – четирима синове и три дъщери: Мария, взета в харема на османския султан Мурад II; Катерина, омъжена за хърватския граф Улрик II Цили; Гръгур, предаден на турците и ослепен от тях; Лазар II; Стефан, последен сръбски деспот, ослепен от османците през 1441 г. Лазар II (1454 – 1458) сключва договор с османските турци (1457), след което окончателно губи Смедерево и се задължава да плаща данък. Умира съвсем млад. Негова съпруга е Елена, дъщеря на деспота на Византийска Морея Тома Палеолог и племенница на византийския император Константин XI Палеолог. Лазар II има три дъщери: най-голямата Елена (Мария-Йелача), сключва брак с босненския крал Стефан Томашевич; Милица се омъжва за кефалонския владетел Леонардо III Токо; Ирина става съпруга на Гьон (Йоан) II Кастриоти, син на албанския водач Георги Скендербег.
След ранната смърт на Лазар II през 1458 г. престолът е зает за кратко време от по-малкия му брат Стефан (1458 – 1459). Намесата на Унгария го отстранява от властта и той умира в изгнание през 1481 г. От съпругата си Ангелина Арианити има четири деца: Вук († 1485); Йован († 1503), претендент за короната на Сърбия; Георги (Джурадж) († 1516), станал монах; Мария, омъжена за маркиз Бонифачо III ди Палеолог-Монферато.
Чрез ред династични бракове Бранковичите се сродяват с династиите Лазаревичи, Кантакузини, Палеолози, а по-сетне и с централноевропейски управляващи династии.